# Анна Елизабет фон Анхалт-Десау
Анна Елизабет фон Анхалт-Десау (на немски: Anna Elisabeth von Anhalt-Dessau; * 5 април 1598 в Десау; † 20 април 1660 в Текленбург) е принцеса от Анхалт-Десау и чрез женитба графиня на Бентхайм-Щайнфурт. 
Тя е дъщеря на княз Йохан Георг I от Анхалт-Десау (1567 – 1618) и втората му съпруга Доротея фон Пфалц-Зимерн (1581 – 1631), дъщеря на пфалцграф Йохан Казимир от Пфалц-Зимерн. Анна Елизабет е член на почтеното общество (Tugendliche Gesellschaft), достъпно само за жени, на нейната леля Анна София фон Анхалт под името Die Unveränderliche.
Анна Елизабет се омъжва на 2 януари 1617 г. в Десау за граф Вилхелм Хайнрих фон Бентхайм-Щайнфурт (1584 – 1632), четвъртият син на граф Арнолд II фон Бентхайм-Текленбург и графиня Магдалена фон Нойенар-Алпен.
Бракът е бездетен и след смъртта на нейния съпруг тя подарява доходите и собственостите си, някои от които са в Графство Щайнфурт, на нейната още не омъжена сестра Йохана Доротея (1612 – 1695), която следващата година се омъжва за граф Мориц фон Бентхайм-Текленбург. Княз Фридрих фон Анхалт-Харцгероде урежда възникналите проблеми.